# ستيفن غرانت
ستيفن غرانت (بالإنجليزية: Stephen Grant)‏ (14 أبريل 1977 في جمهورية أيرلندا - ) هو لاعب غولف ولاعب كرة قدم أيرلندي في مركز الهجوم. شارك مع منتخب جمهورية أيرلندا تحت 21 سنة لكرة القدم. أما مع النوادي، فقد لعب مع ستوكبورت كونتي ونادي بيرنلي ونادي سندرلاند ونادي شامروك روفرز ونادي شيلبورن وووترفورد يونايتد ونادي فين هاربز ونادي غالواي ‏ وBoston Bulldogs (soccer) ‏ وأثلون تاون ‏ وغالواي يونايتد ‏.

## وصلات خارجية
- ستيفن غرانت على موقع قاعدة بيانات كرة القدم.إي يو (الإنجليزية)
- ستيفن غرانت على موقع رابطة أوروبا للاعبي الغولف المحترفين (الإنجليزية)
- ستيفن غرانت على موقع التصنيف العالمي الرسمي للغولف (الإنجليزية)